# Apomecyna holorufipennis
Apomecyna holorufipennis là một loài bọ cánh cứng trong họ Cerambycidae.